# Ichneumon trialbatus
Ichneumon trialbatus är en stekelart som beskrevs av Joseph Kriechbaumer 1880. Ichneumon trialbatus ingår i släktet Ichneumon och familjen brokparasitsteklar. Inga underarter finns listade i Catalogue of Life.